# Addrup
Addrup är en by i kommunen Essen (Oldenburg) i Niedersachsen i Tyskland med cirka 300 invånare.
Addrup gränsar till byarna Bevern, Calhorn, Gut Lage, Lüsche och Uptloh. Addrup ligger i distriktet Landkreis Cloppenburg.

## Historia
Byn Adathorpe nämns i det äldsta dokumentet från 950. Namnet ändrades under följande århundraden: 1340 Addorpe, 1376 Adorpe. Det fanns fridomstol i Addrup på medeltiden. Det tillhörde grevarna av Tecklenburg, som ägde stora mängder mark här och utövade länsrätt över fastigheter. Det är känt från gamla uppteckningar att åtta Addrupersläkter kan spåra sitt släktträd över 500 år tillbaka i tiden. 

## Källa
1. ↑  Geschichte Addrups auf essen-oldb.de Abruf: 2. mars 2017